# قلعه هشنیز
بقایای قلعه هشنیز  مربوط به دوران‌های تاریخی پس از اسلام است و در روستای هشنیز، بخش مرکزی، شهرستان پارسیان، استان هرمزگان واقع شده است. این اثر در تاریخ یکم آذرماه ۱۳۸۸ با شمارهٔ ثبت ۲۸۱۵۸ به‌عنوان یکی از آثار ملی ایران به ثبت رسیده است.